# Rycarskij roman
Rycarskij roman – rosyjski film historyczny z 2000 roku w reżyserii Aleksandra Inszakowa. Akcja filmu dzieje się w Bizancjum podczas pierwszej krucjaty (1096-1099) i jest oparta na podstawie powieści Waltera Scotta "Hrabia Robert z Paryża". 

## Obsada
- Siergiej Biezrukow - głos
- Irina Biezrukowa - Anna Komnena
- Aleksandr Inszakow - hrabia Robert z Paryża
- Wasilij Łanowoj - Aleksy I Komnen
- Wiktor Pawłow - Agelast
- Lubow Poliszczuk - Irena Dukaina
- Jurij Słobodieniuk - Tatius
- Wiera Sotnikowa - hrabina Brigitta
- Nikołaj Jeriomienko - Nicefor Bryennios